# Vicenta (película)
Vicenta es una película documental de Argentina filmada en colores que se estrenó el 3 de diciembre de 2020. Fue dirigida por Darío Doria sobre su propio guion, escrito en colaboración con Luis Camardella y Florencia Gattari y contó con la asistencia en dirección de Agustín Manavella.
Está basada en una historia real protagonizada en julio de 2006 por Vicenta Avendaño, quien aparece en secuencias filmadas en las que interviene Liliana Herrero con su voz. Se exhibió fuera de competencia en el Festival Internacional de Cine de Mar del Plata 2020.

## Sinopsis
Cuando su hija de 19 años –que tiene un retraso madurativo severo- queda embarazada por un abuso sexual intrafamiliar, Vicenta, una habitante pobre y analfabeta de una localidad cercana a Buenos Aires que, abandonada por su esposo, trabaja como empleada doméstica, peticiona una interrupción embarazo, tal como prevé el Código Penal desde 1921, pero a sus 54 años debe luchar para ello porque una jueza se lo impide.

## Producción
El director quería contar una historia sin entrevistas o material de archivo, pero no sabía cómo, hasta que se encontró con un trabajo de Mariana Ardanaz sobre una tesis que había hecho, la contactó y empezaron a trabajar. Inicialmente con fondos propios y luego con fondos conseguidos en Canadá hicieron la investigación, un boceto, un video y vino luego la ayuda del INCAA y la intervención de Cepa Cine para concretar la obra. 
Técnicamente hablando, el filme no es de animación, ya que solo se mueven la cámara y las luces, y no hay stop motion. 
Vicenta aceptó que se haga la película, y que se llame así, pero pidió no participar dado el dolor que le produce revivir su experiencia.
La producción utilizó alrededor de 120 figuras de plastilina y 34 maquetas.

## Comentarios
Horacio Bernades dijo:

”Con recursos técnicos virtuosos -travellings de centímetros de largo, imágenes de noticieros insertadas en marcos de plastilina, hornallas encendidas por animación--, Vicenta no detiene allí su voluntad innovadora. Enteramente muda por parte de sus personajes, la falta de palabra es relevada por la voz en off de Liliana Herrero que, con tonos dramáticos y a la vez campechanos, le habla afectuosamente a la protagonista…. Audacia formal, técnica depurada, artesanado, proyección temática, emoción.

## Premio
Ganó el premio internacional de la crítica Fipresci en el Festival Internacional de Cine Dok Leipzig 2020.
Selección Oficial en el Mar Del Plata Film Fest 2020.